# Prithvi Bir Bikram Shah
Prithvi Bir Bikram Shah av Nepal, född 1875, död 1911, var kung av Nepal mellan 1881 och 1911.